# جونيور باولو (لاعب دوري الرغبي)
جونيور باولو (بالإنجليزية: Junior Paulo)‏ هو لاعب دوري الرغبي نيوزيلندي، ولد في 8 سبتمبر 1983 في أوكلاند في نيوزيلندا.

## روابط خارجية
- جونيور باولو على موقع ItsRugby.co.uk (الإنجليزية)